# أليستير غراي
أليستير غراي (8 يوليو 1982 - ) (بالإنجليزية: Alistair Gray)‏ هو لاعب كريكت جنوب أفريقي.

## وصلات خارجية
- أليستير غراي على موقع إي آس بي آن كريك إنفو (الإنجليزية)